# Tombe van Saadi

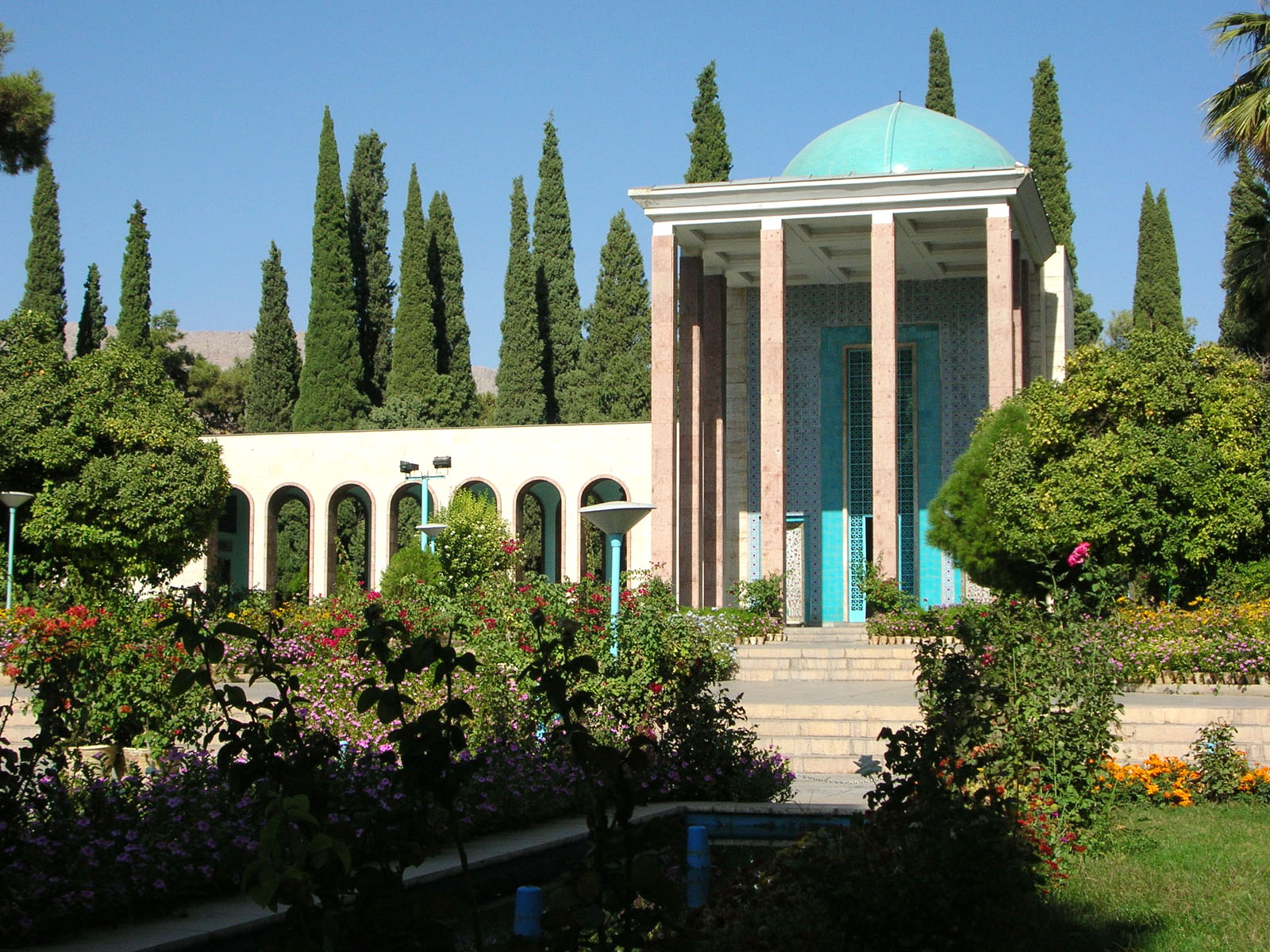
Mausoleum van Saadi

De Tombe van Saadi is een graftombe en mausoleum gewijd aan de Perzische dichter Saadi in de Iraanse stad Shiraz. Het mausoleum bevindt zich in de uitgestrekte Delgoshatuin die werd aangelegd in de tijd van de Sassaniden.
Saadi werd aan het einde van zijn leven begraven bij een Khanqah op de huidige plek. In de 13e eeuw werd door Shams al-Din Juvayni, de vizier van Abaqa Chan, een tombe gebouwd voor Saadi. In de 17e eeuw werd deze tombe verwoest. Tijdens de heerschappij van Karim Khan werd over de tombe een mausoleum van twee verdiepingen gebouwd van baksteen en pleister, met aan weerszijden twee kamers met zitplaatsen. Tijdens de Kadjaarse periode werd het gebouw verschillende malen gerestaureerd. Het huidige gebouw werd tussen 1950 en 1952 gebouwd naar ontwerp van de architect Mohsen Foroughi en is geïnspireerd door de Chehel Sotoun met een fusie van oude en nieuwe architectonische elementen. De Franse archeoloog en architect André Godard, die ook de Tombe van Hafez ontwierp, was bij de bouw betrokken.
Het mausoleum staat zich midden in de Delgoshatuin en wordt met de ingang van de tuin verbonden door een waterpartij. Vanaf het mausoleum lopen vier wegen naar de muren van de tuin. In de tuin staan bomen als cipressen, dennen, sinaasappelbomen, palmbomen en walnoten. Voor het gebouw ligt een grote rechthoekige visvijver. Het gebouw zelf staat op een verhoging. Het onderste deel van de muren is bedekt met natuursteen. Het gebouw is opgetrokken in drie verdiepingen en de ingang ervan is bedekt met geglazuurde tegels. Op de eerste verdieping bevindt zich een achthoekige structuur waarin een vijver is gebouwd, die is bedekt met blauwe tegels. Het plafond bestaat uit een eenvoudige koepel met een luchttoevoer in het midden. In het gebouw bevinden zich ook vier koninklijke kamers met vier engelen aan de zijde van de rechthoekige structuur. Rondom de tombe staan op de muren zeven verzen uit Saadi's gedichten.

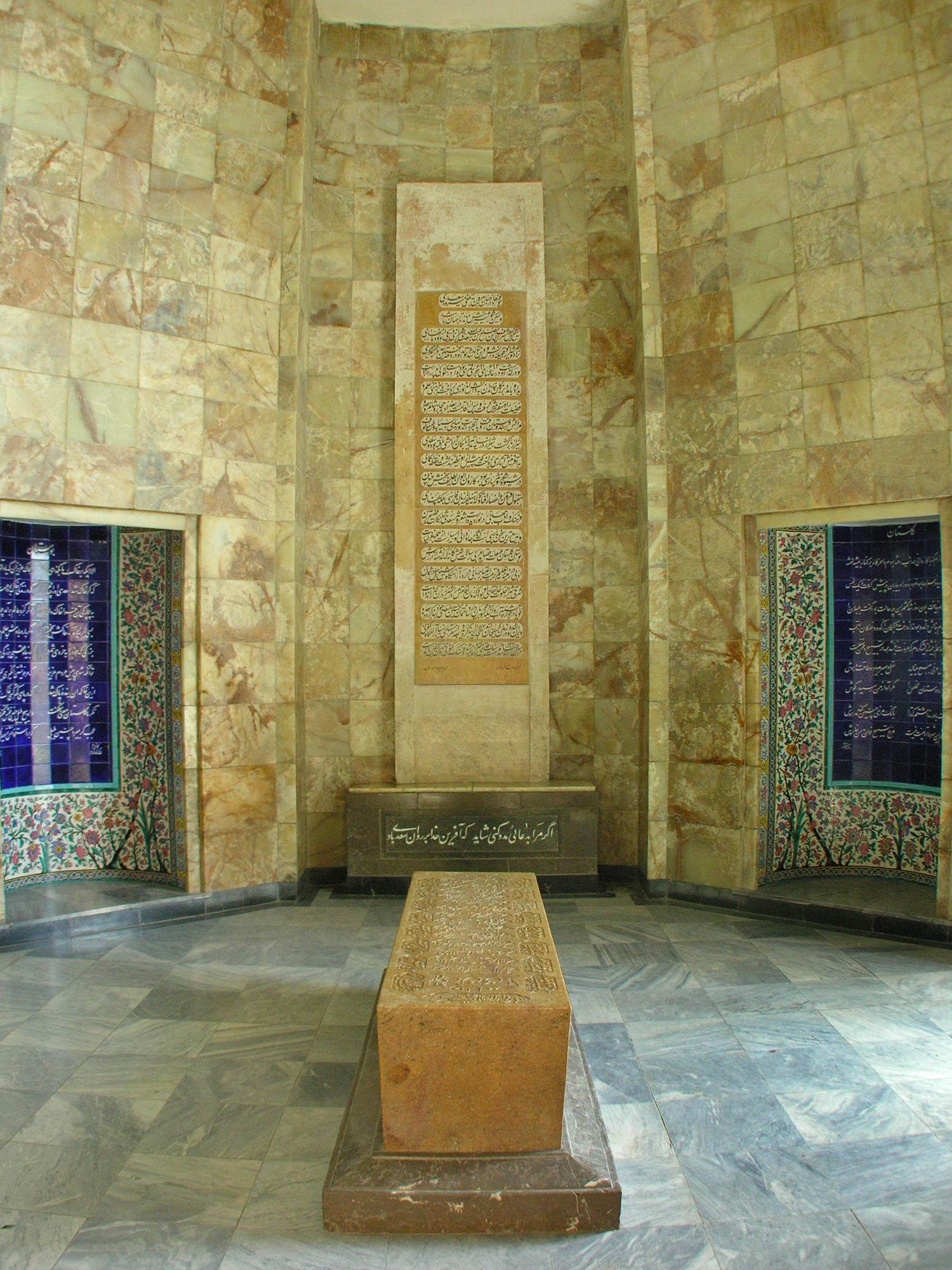
Tombe van Saadi met op de achtergrond verzen uit zijn gedichten
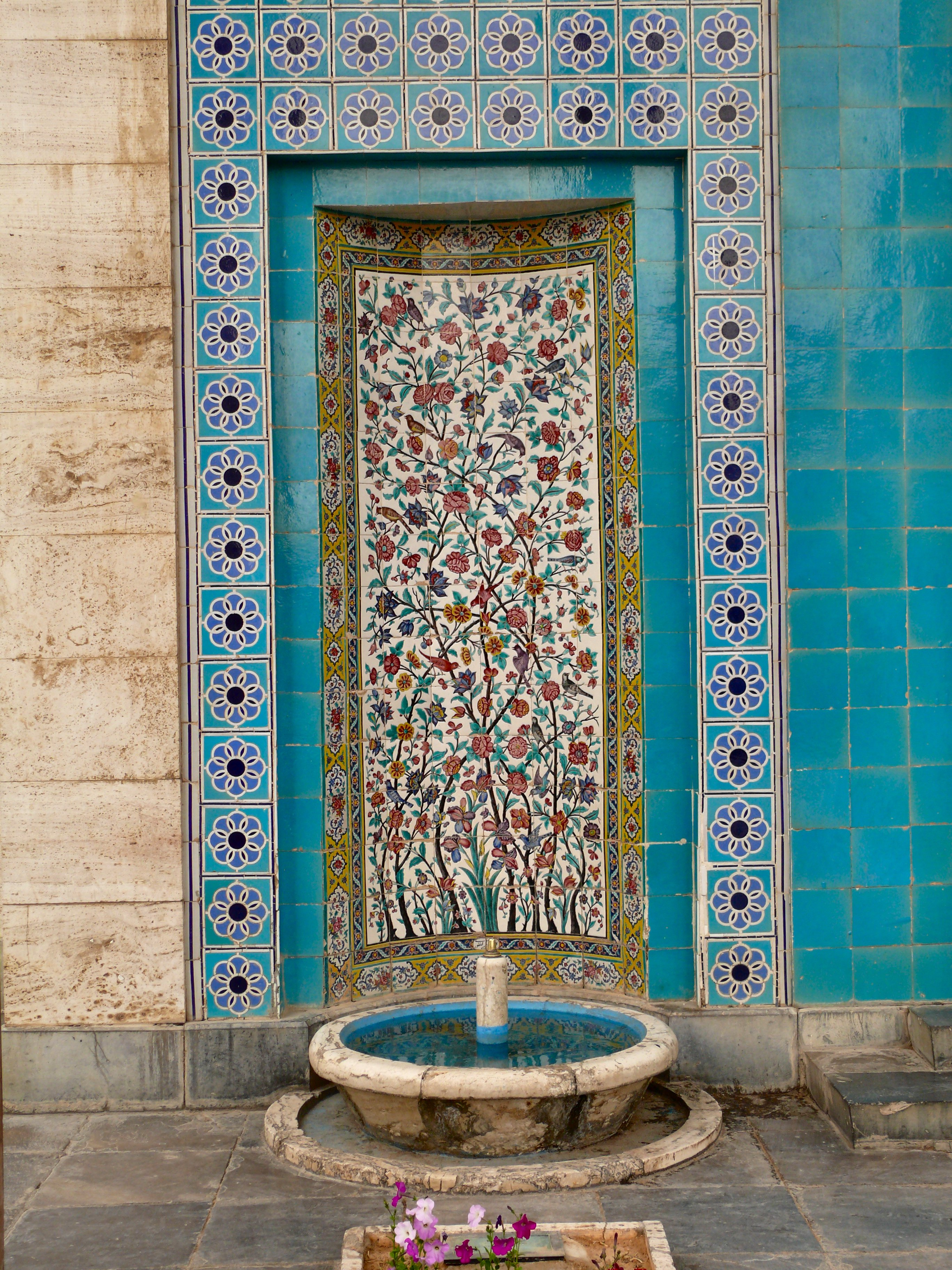
Fontein met keramisch tegelwerk bij het mausoleum
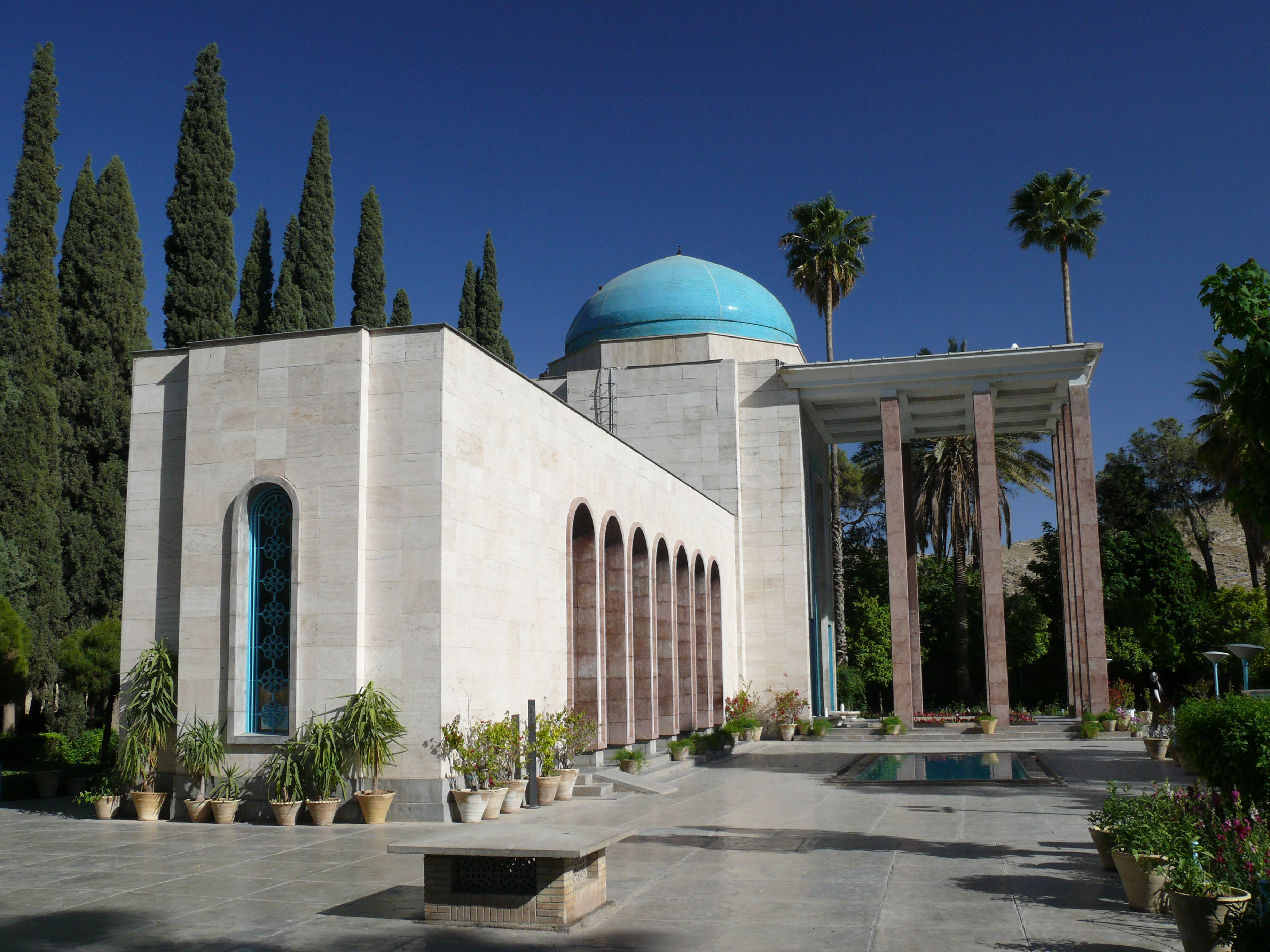
Zijaanzicht van het mausoleum
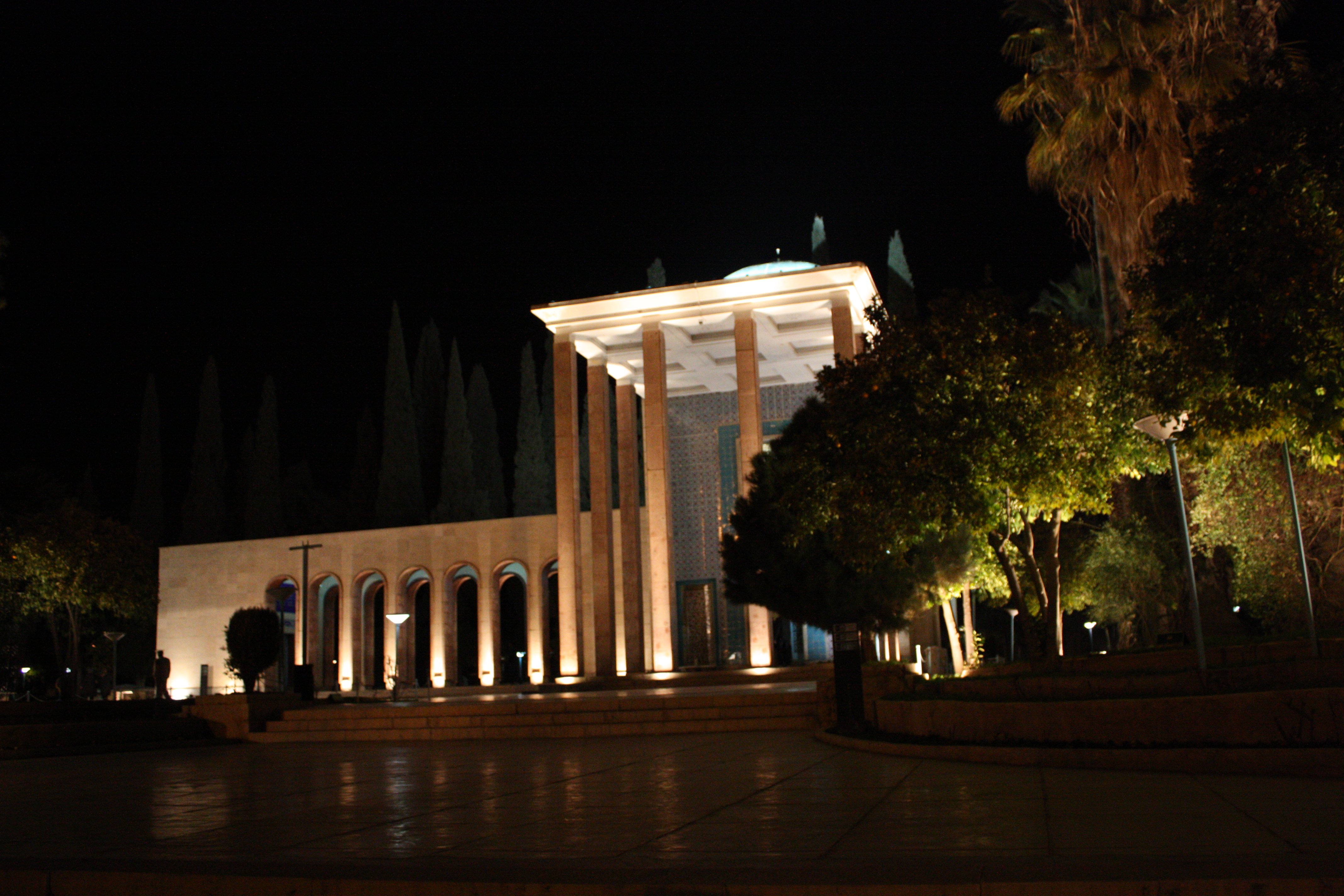
Mausoleum bij avond